# (8261) Ceciliejulie
(8261) Ceciliejulie est un astéroïde de la ceinture principale.

## Description
(8261) Ceciliejulie est un astéroïde de la ceinture principale. Il fut découvert le 11 septembre 1985 à Brorfelde par l'observatoire de Copenhague. Il présente une orbite caractérisée par un demi-grand axe de 3,04 UA, une excentricité de 0,18 et une inclinaison de 1,4° par rapport à l'écliptique.

## Compléments